# Zigg
Zigg Downloads é um portal de download de software sediado em Teresina, Brasil, fundado em 2003. Desde 2010 o portal também inclui um blogue de notícias e matérias de entretenimento e tecnologia, chamado Blog do Zigg. Em 2012 a Revista Info do Grupo Abril destacou o site em matéria veiculada nacionalmente. O site conquistou muita audiência se tornando um dos mais importantes no Brasil do seguimento. Em maio de 2018 o site encerrou sua parceria com UOL e mudou o endereço eletrônico para www.zigg.com.br.